# فرودگاه ال تاماریندو
فرودگاه ال تاماریندو (به انگلیسی: El Tamarindo Airport) یک فرودگاه همگانی است که یک باند فرود آسفالت دارد و طول باند آن ۱۳۴۱ متر است. این فرودگاه در شهر ال تاماریندو کشور السالوادور قرار دارد .